# Polovódovo
Polovódovo (en rus: Полово́дово) és un poble del krai de Perm, a Rússia, que pertany al districte rural de Solikamski. El 2010 tenia 1.526 habitants.